# 沃氏瘦銀漢魚
沃氏瘦銀漢魚（学名：Leptatherina wallacei）為輻鰭魚綱銀漢魚目銀漢魚科的其中一種，分布於太平洋澳洲海域，體長可達7公分，為亞熱帶魚類，主要棲息在沿岸水質清澈的淺水域，成群活動，主要以甲殼類及昆蟲為食，生活習性不明。